# Walentina Kibardina
Walentina Tichonowna Kibardina (ros. Валентина Тихоновна Кибардина́; ur. 17 (30 maja) 1907, zm. 4 października 1988 w Leningradzie) – radziecka aktorka filmowa. Ludowy Artysta RFSRR.
Pochowana na Cmentarzu Serafimowskim w Petersburgu.

## Wybrana filmografia
- 1935: Młodość Maksyma jako Natasza
- 1937: Powrót Maksyma jako Natasza
- 1938: Maksym jako Natasza